# Onychostoma fangi
Onychostoma fangi är en fiskart som beskrevs av Maurice Kottelat 2000. Onychostoma fangi ingår i släktet Onychostoma och familjen karpfiskar. Inga underarter finns listade i Catalogue of Life.